# 上布蒂列拉
上布蒂列拉（義大利語：Buttigliera Alta）是意大利皮埃蒙特大区都靈廣域市的一个市镇。人口6458(2010年12月31日)。

## 友好城市
- 法國茹涅